# Escut de Saus, Camallera i Llampaies
L'escut oficial de Saus, Camallera i Llampaies té el següent blasonament:
Escut caironat partit: 1r. d'argent, una palma de sinople posada en pal enfilada d'una corona de flors de gules fullades de sinople; 2n. faixat d'or i de gules de 6 peces. Per timbre una corona mural de poble.

## Història
Va ser aprovat el 19 de maig de 1987 i publicat al DOGC el 5 de juny del mateix any amb el número 847.
La palma i la corona de llorer són els atributs de santa Eugènia màrtir, patrona del poble de Saus, que fins a l'octubre del 2006 va donar nom al municipi. A la segona partició hi ha les armes dels comtes d'Empúries, senyors de les terres del municipi actual.